# It’s Country Time (1976)
It’s Country Time ist das 33. Studioalbum des österreichischen Schlagersängers Freddy Quinn, das 1976 im Musiklabel Polydor (Nummer 2371 698) erschien. Das Album konnte sich nicht in den deutschen Albumcharts platzieren; Singleauskopplungen wurden keine produziert.

## Titelliste
Das Album beinhaltet folgende zwölf Titel:
- Seite 1

1. I’m Movin’ On (im Original von Hank Snow & his Rainbow Ranch Boys, 1950[3])
2. Sunday Mornin’ Comin’ Down (im Original von Ray Stevens, 1969[4])
3. Weddingbells Will Never Ring For Me (im Original als Wedding Bells von Bill Carlisle, 1947[5])
4. Green, Green Grass of Home (im Original von Johnny Darrell, 1965[6])
5. San Antonio Rose (im Original von Bob Wills & his Texas Playboys, 1939[7])
6. Walkin’ On Air

- Seite 1

1. It’s Country Time
2. Nobody’s Child (im Original von Hank Snow & his Rainbow Ranch Boys, 1949[8])
3. Jealous Heart (im Original von Tex Ritter & his Texans, 1944[9])
4. Lovesick Blues (im Original von Anna Chandler, 1922[10])
5. You Don’t Have To Be A Baby To Cry (im Original von Moon Mullican, 1950[11])
6. Smoke That Cigarette  (im Original als Smoke! Smoke! Smoke! (That Cigarette) von Tex Williams & his Western Caravan, 1947[12])